# Мексиканский чёрный кассик
Мексиканский чёрный кассик (лат. Cassiculus melanicterus) — вид птиц семейства трупиаловых. Оперение жёлто-чёрного цвета. Обитает только на западном побережье Мексики и на самой северной окраине Гватемалы. Встречается в листевенных лесах, а также на опушках. Помимо этого, представителей данного вида можно встретить в живых изгородях и на плантациях; часто в деревнях, а также в городах, наиболее часто в местах, которые расположены недалеко от рек или ручьёв. Род, в который включают данный вид, монотипичен. Естественной средой обитания представителей данного вида являются субтропические или тропические сухие леса и сильно деградированные бывшие леса. Род Cassiculus был введен английским орнитологом Уильямом Джоном Свенсоном в 1827 году.